# Rio Ghicin
O Rio Ghicin é um rio da Romênia, afluente do Ciclova, localizado no distrito de Caraş-Severin.